# Понімання
Поні́мання (біл. Панямонне) — історико-етнографічний регіон Білорусі, який займає територію Гродненської і суміжних частин Брестської та Мінської областей. Назву отримав за річкою Німан. На півдні межує із Західним Поліссям (по верхів'ях річок Нарев і Ясельда до міст Береза та Івацевичі), на сході і північному сході — відповідно з центральною Білоруссю і Поозер'ям (на захід від міста Барановичі Налібокською пущею, до міст Молодечно, Мядель, Постави).
Населення етногенетично складалося на слов'янській основі за участю асимільовані литвинів (стародавньої Литви і Аукштайтії), ятвягів, прусів, татар. У середні віки регіон був відомий під назвою Литва, разом з якою застосовувалася і назва Чорна Русь, що, на думку деяких авторів (М. К. Любанський, П. Д. Брянцев, В. І. Пічета). Спочатку являло собою слов'янський масив на землях балтійських племен. В кінці 10 — 1-й половині 11 століття приєднано до Київської Русі. У 12 — 1-й половині 13 століття Понемання перебувало у сфері впливу Галицько-Волинського і Полоцького князівств. У 13 столітті регіон опинився в центрі важливих подій, які вплинули на ВКЛ. Його першою столицею був Новогрудок (Новагародак), де у 1253 році коронувався великий князь Міндовг.